# Burkhard Räker
Burkhard Räker ist ein deutscher Handballspieler und -trainer. Er ist vor allem bekannt als langjähriger Spieler in der 3. Liga, Ober- und Verbandsligen sowie als Trainer der SG Unterrath in Düsseldorf und des ESV Freilassing in Bayern.

## Spielerkarriere
Räker begann seine Handballlaufbahn in der Jugend des TV Tiefenbroich (1987–1996). Nach seinem Wechsel in die erste Mannschaft spielte er dort in der Bezirksliga (1996–1998).
Von 1998 bis 2001 war er Spieler beim TuS 08 Lintorf in Bezirks-, Verbands- und Oberliga und etablierte sich als erfahrener Oberligaspieler.
Höhepunkt seiner Spielerkarriere war die Saison 2001/02 beim TV Angermund in der damaligen 3. Liga, in der die Mannschaft auf einem Aufstiegsplatz zur 2. Bundesliga stand.
Anschließend kehrte Räker nach Lintorf zurück und spielte dort weitere Jahre in der Ober- und Verbandsliga. Weitere Stationen waren der Mettmanner SC (2004 Oberliga) und ein kurzes Comeback für TuS Lintorf in der Landesliga (2005).

## Trainerkarriere
Räker begann seine Trainerlaufbahn 2006 beim TV Tiefenbroich in der Bezirksliga, die er bis 2011 betreute.
2011 wechselte er zur SG Unterrath. Dort führte er die Mannschaft über mehrere Jahre von der Kreisliga über die Bezirksliga bis in die Landesliga (2011–2016). Während dieser Zeit erreichte er zwei Aufstiege und etablierte die Mannschaft erfolgreich in der Landesliga.
Von 2019 bis 2021 war Räker Trainer der Herren des ESV Freilassing in der Bezirksliga. 2019 zog er mit seiner Familie nach Salzburg und übernahm die Mannschaft anfangs als Spielertrainer.
2022 war er kurzzeitig als Trainer des TV Ratingen für eine Verbandsliga-Mannschaft vorgesehen, die sich jedoch vor Amtsübernahme auflöste.